# 竹内よしひこ
竹内 よしひこ（たけうち よしひこ、本名：竹内 仁彦、1978年（昭和53年）  - ）は日本の児童文学作家。絵本作家。
専修大学大学院文学研究科修了。徳島文理大学文学部卒業。群馬県出身。

## 経歴
群馬県に生まれ、幼少時から外遊びよりも読書を好み、中学校の頃に宮沢賢治作品への憧れから作家となることを志した。
中学時代に小説を書き始め、高校時代の1995年（平成7年）、第31回上毛文学賞で『哀しい街並』が佳作となる。1996年（平成8年）の第3回進研ゼミチャレンジ文化祭では『ルーシーは空の中』が文芸部門優秀賞を受賞する。
徳島文理大学文学部日本文学科を卒業後、専修大学大学院文学研究科に進み修了する。大学の専攻は近現代日本文学で、大学院の修士論文は宮沢賢治をテーマとした。大学院修了後は民間企業に勤務し、後に公務員に転職した。
上毛新聞に『絵』や『お化け?』などの作品が掲載され、2006年（平成18年）には新風舎から『オホホのホ』を出版。しかし、2014年（平成26年）に2人の幼い子を残して妻が闘病生活の末に癌で死去し、両親に助けられて育児をする生活を送る。2016年（平成28年）から約10年中断していた創作を再開する。
2017年（平成29年）、『月一デート』で第15回北日本児童文学賞最優秀賞を受賞する。北日本新聞に掲載された授賞決定時の報道ではさいたま市在住で、その時点でも公務員として勤務していた。父親と離れて暮らす子供を主人公に描いたこの作品には、自身の子供への思いを込めたと紹介されている。

## 主な作品
- 『絵』
- 『お化け?』
- 『オホホのホ』
- 『悲しい街並』
- 『遠い駅』
- 『ひとりかくれんぼ』
- 『僕のこと、好き?』
- 『ルーシーは空の中』
- 『月一デート』

## 受賞
- 1995年 - 第31回上毛文学賞佳作『哀しい街並』
- 1996年 - 第3回進研ゼミチャレンジ文化祭文芸部門優秀賞『ルーシーは空の中』
- 2017年 ‐ 第15回北日本児童文学賞最優秀賞『月一デート』